# Château de Montautre
Le Château de Montautre (anciennement Montostre), situé dans la commune de Fromental, en Haute-Vienne, est un édifice médiéval de l'ancien Comté de la Marche datant du XVe siècle.
Construit dans un style défensif typique de la vague de reconstruction dans la région après la guerre de cents ans, il est situé sur une petite colline en bordure de plateau, sans construction alentour. Le château est demeuré en ligne directe dans la même famille, les Mondin de Montautre, depuis le milieu du XVe siècle jusqu'à l'an 2000. Il a conservé son plan, son architecture d'origine et toutes ses archives depuis 1403, ce qui en fait un témoignage rare de la vie de la petite noblesse rurale de la fin du moyen-âge à nos jours.

## Les origines: du paléolithique au haut Moyen Age
L’occupation de la colline de Montautre remonte au néolithique, mais c'est surtout à l’époque antique que le site a pris de l'ampleur, comme en témoignent de nombreux vestiges gallo-romains tels que pièces de monnaie, briques à rebord, urnes funéraires, bornes, meules et pierres taillées de toute sorte. Plus tard, et selon plusieurs écrits du XIXe siècle, une forteresse existait sur le site avant d’être détruite en 1356 par les Anglais dans la mouvance du Prince Noir, bien qu’aucun document de l’époque ne l'atteste,.

## Construction et évolution du Château
Le château actuel, édifié dans la seconde moitié du XVe siècle, a été construit par Olivier Mondin, écuyer du Roi à la Souterraine, reconnu noble par Louis XI, et par ses descendants. En 1465, Olivier rend hommage au baron de Fromental pour son « lieu et repaire de Montostre », attestant ainsi de la structure fortifiée existante. Initialement composé d’un logis seigneurial accolé à un logis antérieur aux Mondin, l'ensemble castral se complète à la fin du XVe siècle d'un second logis en vis-à-vis, dit « logis des gardes », puis, en 1550, d'une tour escalier « hors œuvre » tout à fait remarquable, qui mêle éléments médiévaux (meurtrières, passerelle de liaison avec le chemin de ronde, chambre sommitale entourée de son chemin de ronde, mâchicoulis, ...) et modernité de la Renaissance (escalier rampe sur rampe, tour non talutée, ...).

## Les Mondin: fonctionnaires royaux reconnus nobles, puis militaires et introduits à la cour du Roi de France

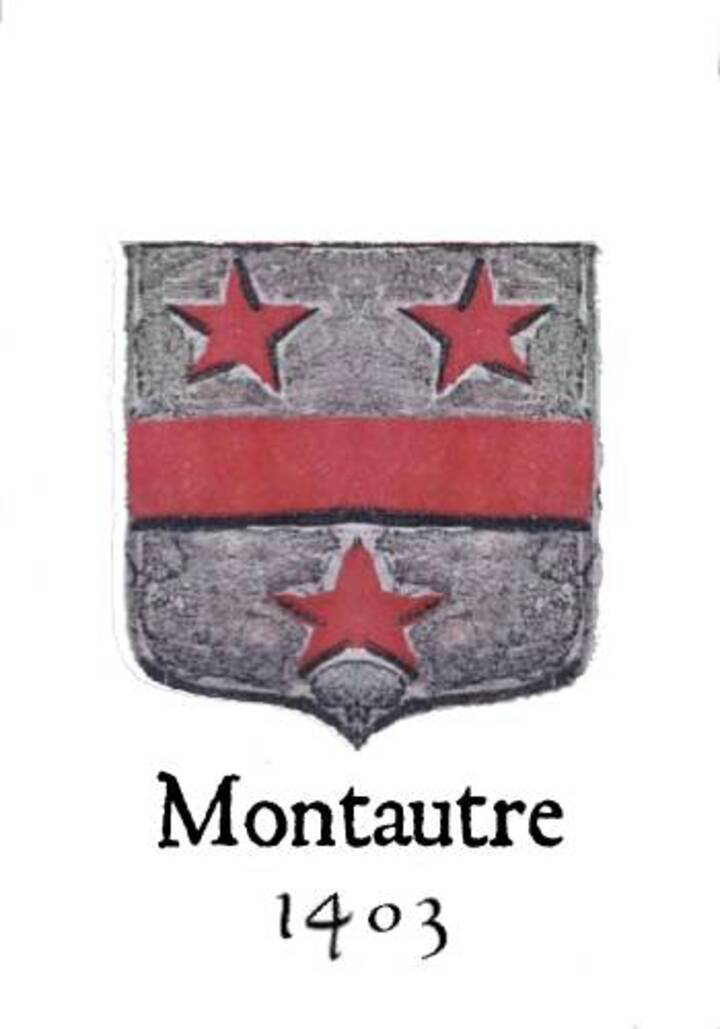
Blason Mondin de Montostre

La famille Mondin, originaire de la Betoulle dans la Creuse, s'installe à la Souterraine à la fin du XIVe siècle ou au début du XVe siècle : Roland Mondin y tient une position de sergent du Roi en 1448. Son fils, Olivier Mondin, reconnu de famille noble "depuis au moins soixante années" par lettre patente de Louis XI, acquiert le fief de Montostre vers 1460. Ce premier "seigneur de Montostre", figure ainsi dans les registres de 1465 en tant qu'écuyer et seigneur du lieu. Il est reconnu pour ses services militaires, et rend hommage à Bertrand de Maulmont, baron de Fromental. La famille acquiert par alliance peu de temps après les fiefs voisins de Rechignevoisin et de La Barde dans la paroisse de Noth, près de la Souterraine, renforçant ainsi leur influence locale.
La famille Mondin s'élèvera au XVIe siècle à la cour du roi de France, et produira des seigneurs toujours fidèles à la Couronne et aux armées royales. Olivier Mondin, brigandinier dans la compagnie du seigneur de l’Aigle, est reconnu pour ses services lors des convocations de nobles en Poitou et dans des guerres locales. Son petit-fils, François de Montostre, rejoint la cour de François Ier comme gentilhomme de la vénerie et des vaultrais du roi (responsabilité des chiens de chasse), et bénéficie ainsi de plusieurs privilèges, y compris des lettres de sauvegarde pour le château de Montostre. Il conserve cette charge sous Henri II, et bénéficie alors d'un octroi royal de 50 écus d'or qui lui permet de construire le donjon, plus exactement la tour-escalier hors œuvre qui parachève ainsi la construction du château.

### Les guerres de Religion: alliances et nouvelles descendance
Sous Gabriel Mondin de Montostre, le château traverse sans dommage les guerres de Religion qui frappent le royaume au XVIe siècle. Gabriel sert en effet dans l'armée royale lors du siège de La Rochelle en 1573, ce qui lui vaut une nouvelle lettre de sauvegarde du futur Henri III ("... et qu'on ne moleste point Gabriel Mondin, sa famille et ses biens"). Il épouse Renée de Chamborand, liant ainsi la famille aux Chamborand, une maison noble prestigieuse de la région.
À la fin du XVIIe siècle, la famille Mondin s'étend : alors que la branche aînée continue d’occuper Montostre, la branche cadette s'établit à Saint-Maurice-la-Souterraine, à quelques kilomètres de là, et prend le nom de sa demeure, la Maison-Rouge. C'est ainsi que le dernier abbé général de l'abbaye de Grandmont, abbaye chef d'ordre de 150 abbayes en Europe, est François-Xavier Mondin de la Maison Rouge (1706-1787) qui mènera un combat épique pour sauver son abbaye jusqu'à son décès en 1787.

### LeXVIIIesiècleet l'alliance avec les Bony

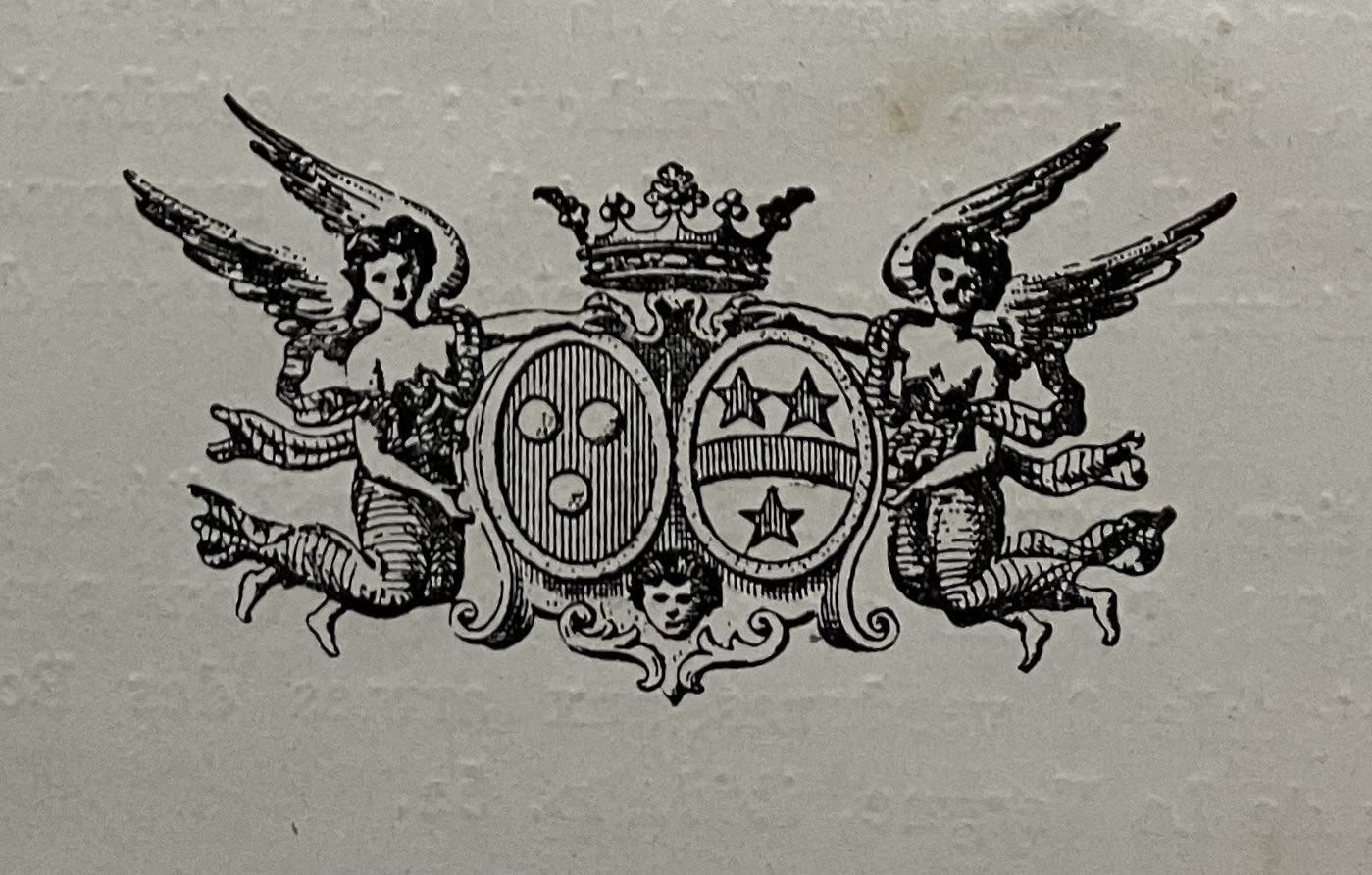

Au XVIIe siècle, François Mondin de Montostre, second du nom, est sollicité par Louis XIV pour monter une compagnie et rejoindre le régiment de Limoges dont il prendra la direction comme sergent-major. Sa vie, particulièrement bien documentée, lui valu de nombreux honneurs et une reconnaissance particulière à la cour tant et si bien qu'après la mort de Louis XIV, il entretiendra une correspondance privée avec le fils du régent de France, Louis d'Orléans (qui aurait été roi de France si Louis XV, âgé de 5 ans, n'avait pas survécu). Au début du XVIIIe siècle, il se marie à Marie-Anne de Chamborand et fait installer une chapelle au château, entièrement décorée de fresques pour honorer le renouvellement de cette alliance prestigieuse. En 1735, leur fille, Marie-Marthe de Montostre, épouse Joseph de Bony, comte de Ladignac, capitaine au régiment du Dauphin-Infanterie. Ce mariage marque le passage de la propriété de Montostre à la famille de Bony qui perpétue la tradition militaire, avec plusieurs membres servant dans l’armée royale durant le règne de Louis XV et Louis XVI. La fille de Marie-Marthe et Joseph de Bony épouse Charles Sylvain Dufour, seigneur de la Prugne, maire de la Souterraine qui installe ainsi le nom Dufour à Montautre jusqu'à l'an 2000,.

### Montautre contemporain
Sous la famille Dufour, le château de Montautre traverse sans trop de dommages les bouleversements de la Révolution et des guerres napoléoniennes. Le domaine reste propriété de leurs descendants jusqu'à l'an 2000, date de la vente à un couple américano-hollandais qui vont préserver le site et lui donner le confort moderne (chauffage, salles de bains, ...) tout en respectant l'authenticité du lieu. Il est ensuite cédé en 2018 à une famille française qui s'attache à le restaurer dans un respect strict des solutions et techniques d'origine.

## Description architecturale

### Implantation et environnement
Le Château de Montautre se situe au sommet d'une colline, en bordure de plateau, dans la commune de Fromental, surplombant une vallée verdoyante typique du Limousin. Entouré de vastes forêts de chênes, de châtaigniers et de hêtres, le château s'intègre harmonieusement dans ce cadre naturel, très préservé, véritable vivier de biodiversité. Une petite rivière - qui alimentait autrefois un moulin à farine et à huile - ceinture en partie le château, ajoutant un élément défensif naturel aux pentes abruptes de la colline, et isolant encore davantage le domaine.

### Structure générale et donjon
Le château se compose d'un donjon carré, ou plutôt d'une tour-escalier, symbole de puissance et de défense, qui est l’élément central d'une architecture on ne peut plus classique puisqu'il s'agit d'un plan carré flanqué de quatre tours d'angles dont trois subsistent aujourd'hui (les traces de la quatrième sont toutefois encore visibles). Ce donjon est muni de créneaux et de mâchicoulis, lui permettant de surveiller et défendre l’ensemble du domaine. Son toit en ardoises pointu est visible depuis les alentours, et il offre un poste d’observation stratégique sur les terres environnantes. À l’intérieur, le donjon comprend un escalier rampe sur rampe desservant plusieurs étages. Il est coiffé de deux salles superposées dont la salle supérieure, appelée « la chambre de la citadelle », avec sa paroi en torchis, est ceinte d'un chemin de ronde et d'une seconde paroi extérieure portée sur mâchicoulis. Elle était initialement destinée aux gardes et à la surveillance. Les deux tours flanquant le logis des gardes, datées de l'origine du château au XVe siècle, sont pourvues de très nombreuses meurtrières à arquebuse à tous les niveaux et dans toutes les directions.

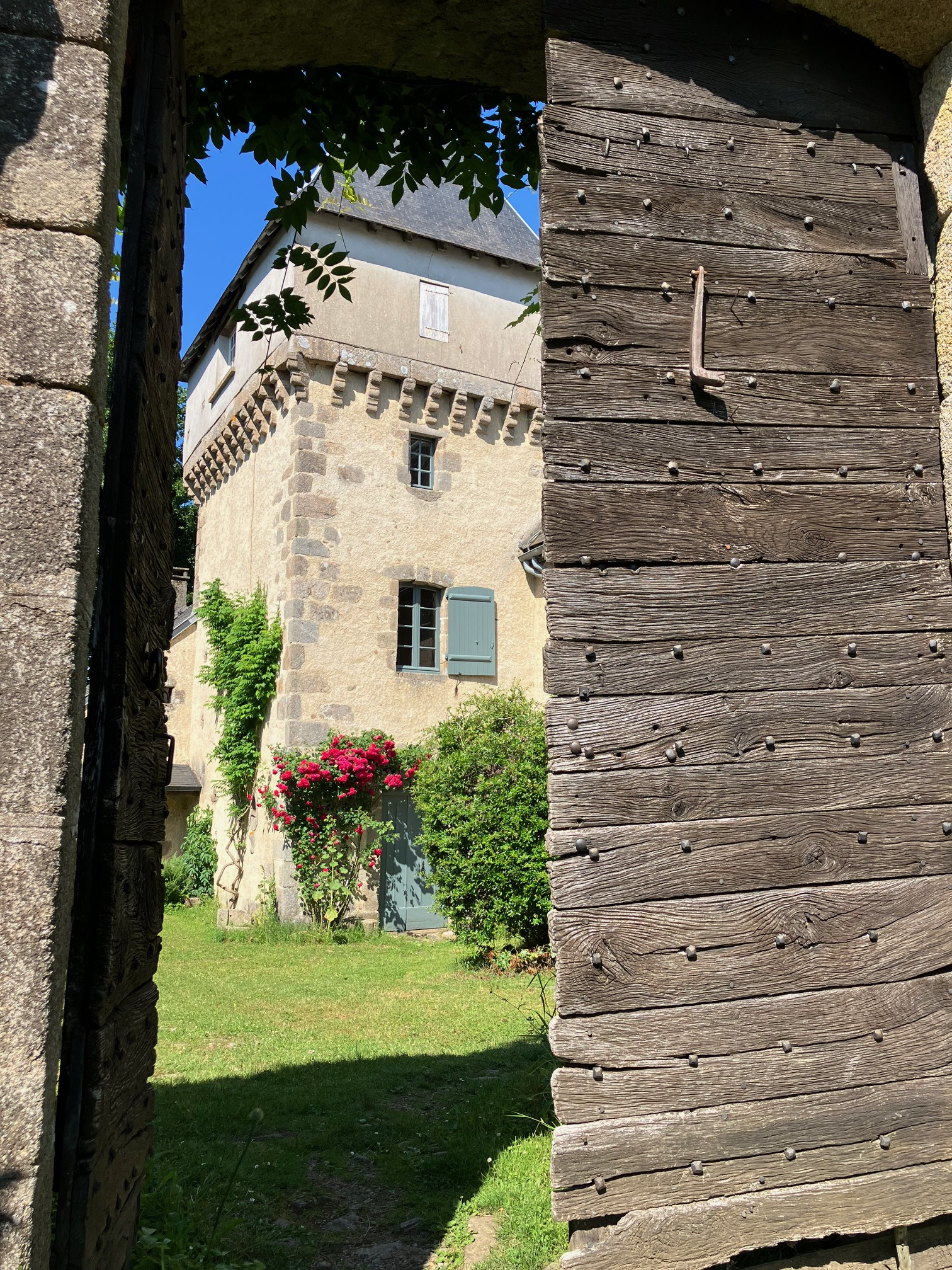

### Basse-cour et haute-cour fortifiée
Autour du donjon, la haute-cour était délimitée par des courtines aujourd'hui disparues et deux corps de logis en vis-à-vis. Ces bâtiments forment l'enceinte protégée comme en témoignent la dizaine de meurtrières encore visible. Elle est accessible par un portail d'entrée unique au-dessus duquel se trouvait autrefois un pont-levis, intégré dans une structure « machicolée », qui permettait de franchir des douves en eau. En amont de ce portail et des douves, s'étend toujours une large basse-cour protégée sur ses trois côtés par des communs en forme de U dans laquelle plusieurs vestiges gallo-romain sont encore visibles.

### Chapelle et décorations intérieures
Initialement, la chapelle des Mondin de Montostre était située dans l'église de Fromental, au cœur du bourg situé à cinq kilomètres. L'aile gauche du transept lui était dédiée, tandis que l'aile droite était consacrée au Baron de Fromental et à sa famille. En 1716, François Mondin de Montostre décide d'installer une chapelle dans l'enceinte du château, transformant à cet effet une pièce du logis des gardes. Entièrement ornée de fresques murales et d'un plafond peint, elle était décorée des armoiries de la famille Mondin ainsi que des motifs religieux et galants. Les initiales « IHS » et « MA » ainsi que les armes des Mondin et des Chamborand étaient visibles sur les murs. Cette chapelle possède toujours sa pierre d'autel consacrée avec les 5 plaies du Christ. Dans les archives du château, on peut encore trouver le contrat passé à l'époque entre François Mondin de Montautre et un curé de la Souterraine, qui venait dire la messe tous les dimanches et jours de fêtes sur son baudet pour la somme de 20 sols. La tradition s'est perpétuée jusque dans les années 1970, à la fréquence d'une messe par mois.

### Espaces intérieurs et mobilier ancien
Les pièces intérieures du château témoignent d’un agencement médiéval resté intact pour le logis des gardes (écuries médiévales, salle du chef de la garde, salle des gardes, boulangerie/buanderie, chapelle). Pour le logis seigneurial, l'agencement a été revu à la fin du XVIIe siècle ou au début du XVIIIe : installation de grandes ouvertures sur la façade est, aménagement d'une terrasse avec un petit jardin à la française, et plus tard mise en place de couloirs sur les deux niveaux du logis. La "salle basse" du château médiéval, lieu de vie publique, a conservé sa fonction jusqu'à aujourd'hui en restant la véritable pièce à vivre du château qui était à l'origine agrémentée de tapisseries d'Aubusson aux armes de la famille. Il en est de même pour la "salle haute" du château médiéval avec sa belle cheminée gothique et sa fenêtre à meneau, dédiée à la vie privée du seigneur de Montostre : elle est toujours aujourd'hui la chambre des propriétaires.

### Aménagements récents et Restauration
Au XIXe siècle, les deux courtines de liaison entre logis ont disparu ainsi que la tour d'angle sud-est dont il ne reste que l'empreinte. Un mur additionnel est venu fermer l'espace entre le donjon, le logis seigneurial, et la muraille nord de façon à créer une seconde cuisine avec son potager. En 2020, démarrent les étapes de restauration et de remise en conformité historique, labellisées par la Fondation du patrimoine. La première a porté sur les menuiseries du logis seigneurial (contrevents en châtaignier avec construction traditionnelle en queue d'aronde, vitraux losangés sertis au plomb et volets intérieurs pour la fenêtre à meneaux, ...). La seconde étape, toujours en cours est le sauvetage de la chapelle et de la tourelle attenante qui servait de sacristie car elle menaçait d'écroulement : remise en place de fermes sur la charpente du logis, reprise de la maçonnerie, réparation des linteaux, couverture traditionnelle en ardoise de Travassac ont été les principaux chantiers. La continuité d'occupation depuis le XVe siècle et ces travaux de restauration ont permis de préserver intacte la structure médiévale du château : châtelet d'entrée au centre des communs, communs en forme de U qui protègent une basse-cour, et enfin château à proprement parler avec son système défensif. L'accès à la Haute Cour, autrefois possible uniquement par pont levis sur douves, se fait aujourd’hui par un ancien portail qui ouvre sur le plan carré classique du château médiéval : les deux logis qui se font face sont défendus par leurs tours d'angle et le donjon/tour-escalier est accolé au logis seigneurial. Grâce aux efforts des familles successives, le château de Montôtre est aujourd’hui "un site particulièrement emblématique d’une frange très importante de l’habitat seigneurial limousin mais aujourd’hui trop peu pris en compte, à savoir la plus modeste de la noblesse de la fin du Moyen Âge et de l’Ancien Régime".

### Archives et Héritage
Grâce à des vestiges s'étendant sur 6 000 ans et des archives conservées pendant six siècles dans le château, une riche documentation historique est accessible, offrant des informations sur la vie sociale et militaire de la région, notamment à travers les régiments de Saint-Germain Beaupré et de Limoges et une très bonne connaissance des évolutions successives du château grâce à deux campagne de dendrochronologie (datation des poutres). Cela en fait un château dont la visite guidée est particulièrement bien documentée et riche en anecdotes (sur inscription aux Journées du Patrimoine, mais aussi d'avril à octobre, sur rendez-vous). Le site offre également deux chambre d'hôtes aménageables en suites familiales et fait également table d'hôtes. L'inscription du site sur l'Inventaire supplémentaire des monuments historiques français est un projet pour 2025.